# Norman MacAuley
Pour les articles homonymes, voir MacAuley.
Norman Hector MacAuley (10 août 1917-6 juillet 2016) est un homme politique provincial canadien de la Saskatchewan. Il représente la circonscription de Cumberland à titre de député du Nouveau Parti démocratique de 1975 à 1982.

## Biographie
Né à La Ronge en Saskatchewan, MacAuley travailler comme pêcheur et pêcheur de 1933 à 1941. Durant la Seconde Guerre mondiale, il sert en France et au Royaume-Uni dans l'Armée canadienne. De 1950 à 1956, il est gérant des concessions de Deschambault Lake (en) et de Pinehouse (en) de la Saskatchewan governement trading stores. Il est également constable spécial de la Gendarmerie royale du Canada à La Ronge. De 1965 à 1972, il opère un camp touristique dans la région de La Ronge.
Élu député de la circonscription de Cumberland, qui deviendra un bastion néo-démocrate, en 1975, MacAuley sert de secrétaire législatif de Ted Bowerman et ensuite de Jerome Hammersmith de 1978 à 1982, entre autres pour donner des conseils sur l'ébauche d'une nouvelle Loi sur les municipalités nordiques.
Il meurt à Kelowna en Colombie-Britannique en 2016 à l'âge de 98 ans.